# Eamonn Campbell

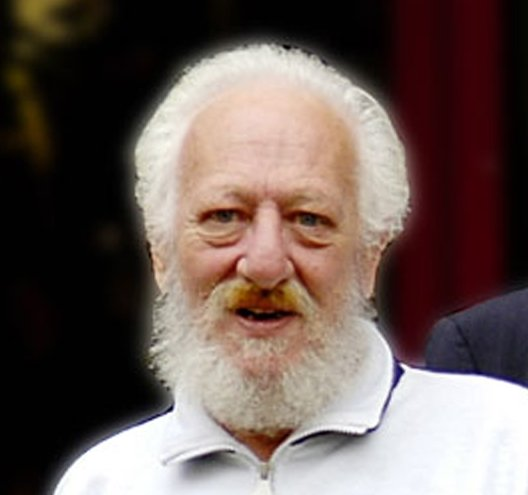
Eamonn Campbell

Eamonn Campbell (Drogheda, County Louth, Ierland, 29 november 1946 – Ede, 18 oktober 2017) was een Iers muzikant. Hij was sinds 1987 lid van The Dubliners. 

## Loopbaan
Campbell was bij The Dubliners te zien tijdens hun 25-jarig bestaan op The Late Late Show van Gay Byrne. Hij was gitarist en zanger en had een zeer rauwe stem, vergelijkbaar met die van de voormalige Dubliner Ronnie Drew. Na het opheffen van The Dubliners in 2012 werd Eamonn lid van The Dublin Legends. Eamonn woonde in Walkinstown, een voorstad van Dublin. Hij kwam regelmatig in de beroemde bar The Submarine in Walkinstown. 
Hij was producent van albums van de The Dubliners sinds 1987, evenals van albums voor vele andere Ierse artiesten, onder wie Foster and Allen, Brendan Shine, Daniel O'Donnell en Paddy Reilly. Hij speelde lokaal met The Delta Boys, The Bee Vee Five en The Country Gents voordat hij Dermot O'Brien and the Clubmen ontmoette en met hen in 1967 door Engeland trok, waar tegelijkertijd ook The Dubliners een tour hadden. 
Campbell werd de Grand Master van de dag bij de Drogheda St Patrick's Parade in 2009. Campbells kleindochter Megan Campbell speelde in het Iers nationale damesvoetbalteam.
Hij overleed na een kort ziekbed op 70-jarige leeftijd in Ede waar hij bezig was met een muziektoer.
- MusicBrainz: a7e41378-7d04-4d26-956c-72f8d22093ff
- Virtual International Authority File: 9024154260584924480008